# Liên đoàn Thanh niên Dân chủ Thế giới
Liên đoàn Thanh niên Dân chủ Thế giới (WFDY) là một tổ chức thanh niên quốc tế và có lịch sử tự mô tả mình là cánh tả và chống chủ nghĩa đế quốc. WFDY được thành lập tại Luân Đôn, Vương quốc Anh vào năm 1945 với tư cách là một phong trào thanh niên quốc tế, được tổ chức trong bối cảnh Thế chiến II kết thúc với mục đích đoàn kết thanh niên từ các nước Đồng minh trong một mặt trận chống phát xít, ủng hộ hòa bình, chống hạt nhân, thể hiện tình hữu nghị giữa thanh niên các nước tư bản và khối xã hội chủ nghĩa. Trụ sở chính của WFDY ở Budapest, Hungary. 
Sự kiện chính của WFDY là Lễ hội Thanh niên và Sinh viên Thế giới. Lễ hội được tổ chức lần cuối tại Sochi, Nga, vào tháng 10 năm 2017. Đây là một trong những tổ chức đầu tiên được cấp tư cách tư vấn trong Hội đồng Kinh tế và Xã hội Liên Hợp Quốc.
Đoàn Thanh niên Cộng sản Hồ Chí Minh và Hội Liên hiệp Thanh niên Việt Nam  đều nằm trong tổ  chức này.

## Lịch sử
Vào ngày 10 tháng 11 năm 1945, Hội nghị Thanh niên Thế giới, được tổ chức tại Luân Đôn, Vương quốc Anh, đã thành lập Liên đoàn Thanh niên Dân chủ Thế giới. Hội nghị lịch sử này được triệu tập theo sáng kiến của Hội đồng Thanh niên Thế giới được thành lập trong Thế chiến thứ hai để tập hợp các phong trào thanh niên của các quốc gia đồng minh trong một mặt trận chống phát xít. Hội nghị có sự tham dự của hơn 600 đại biểu đến từ 63 quốc gia, vào thời điểm đó, đây là cuộc tụ họp lớn nhất và đa dạng nhất của giới trẻ quốc tế. Hội nghị đã thông qua lời thề cam kết vì hòa bình.
Ngay sau đó, với sự khởi đầu của Chiến tranh Lạnh và bài phát biểu về  Bức màn sắt của Winston Churchill, tổ chức này đã bị Bộ Ngoại giao Hoa Kỳ cáo buộc là "con rối của Moscow". Nhiều tổ chức sáng lập đã rời bỏ liên đoàn, chỉ còn lại các tổ chức thanh niên từ các quốc gia xã hội chủ nghĩa và các tổ chức thanh niên cộng sản. Giống với Hội Sinh viên Quốc tế (IUS) và các tổ chức thân Liên Xô khác, WFDY trở một công cụ đấu tranh chính trị của Liên Xô, từ đó trở thành mục tiêu của CIA .
Khi Liên Xô và Khối phía Đông sụp đổ, WFDY rơi vào khủng hoảng. Với khoảng trống quyền lực do sự sụp đổ của tổ chức thành viên quan trọng nhất, Komsomol của Liên Xô, đã có những quan điểm trái ngược nhau về tương lai của tổ chức. Một số muốn có một cấu trúc phi chính trị hơn, trong khi những người khác nghiêng về một liên đoàn cánh tả công khai hơn. Tuy nhiên, WFDY đã vượt qua cuộc khủng hoảng này và ngày nay là một tổ chức thanh niên quốc tế năng động, tổ chức các hoạt động thường xuyên.

## Lời thề
Chúng tôi cam kết rằng chúng tôi sẽ khắc ghi sự đoàn kết này, được hình thành trong tháng này, tháng 11 năm 1945
Không chỉ hôm nay, không chỉ tuần này, năm này, mà luôn luôn
Cho đến khi chúng ta xây dựng được thế giới mà chúng ta hằng mơ ước và chiến đấu vì nó
Chúng tôi cam kết xây dựng tình đoàn kết giữa thanh niên trên thế giới
Mọi chủng tộc, mọi màu da, mọi quốc tịch, mọi tín ngưỡng
Để loại bỏ mọi dấu vết của chủ nghĩa phát xít khỏi trái đất
Xây dựng tình hữu nghị quốc tế sâu sắc, chân thành giữa các dân tộc trên thế giới
Để giữ một nền hòa bình lâu dài
Để loại bỏ sự trói buộc của ham muốn, thất vọng và lười nhác

Chúng tôi đến để khẳng định sự đoàn kết của tất cả thanh niên, nghiêm mình trước những người đồng đội đã hy sinh của chúng tôi - và xin thề rằng bàn tay khéo léo, khối óc nhạy bén và nhiệt huyết tuổi trẻ sẽ không bao giờ bị lãng phí trong chiến tranh lân nữa— Lời thề của Liên đoàn Thanh niên Dân chủ Thế giới